# Уззія
Уззія (також Азарія та Озія) — син Амасії, цар Юдейського царства. Царював 52 роки. В. Олбрайт датує період його правління 783—742 р. до н. е., а Е. Тілє відносить час його царювання до 767—740 р. до н. е.
У Біблії знаходимо дещо різні за змістом розповіді про цього царя.

## Азарія уДругій книзі царів
На 27 році правління Єровоама II у віці 16 років Азарія стає юдейським царем (2 Цар. 15:1). Хоча і робив він все добре в очах Бога, проте народ і дальше приносив жертви божкам. За те що він не знищив ці узвищені місця-жертовники, Господь покарав його проказою. І сидів він у палаці, а народом правив його син Йотам. Азарія помер у віці 68-ми років від прокази. Його поховано у Давидовому місті, а Йотама у другий рік правління Пекаха названо наступним царем (2 Цар. 15:32).

## Уззія уДругій книзі хроніки
У Книгах Хроніки, Азарія носить ім'я Уззія. Він виграє битви проти філистимлян та завойовує міста Ґату, Явне, Асдоду. Будує там міста (2 Хр. 26:6-7). Також завойовує аммонитян. Збільшив кількість юдейського війська до 300000 чоловік (2 Хр. 26:10-13). Уззія був занадто самовпевненим і взяв на себе священницькі обов'язки, які йому не були дозволені. Священик Азарія вказав йому на неподобство, проте Уззія не слухав. За це і вразив Господь його проказою (2 Хр. 26:19-20). Син його — Йотам перейняв управління країною.